# Sione's Wedding
Série
Sione's 2: Unfinished Business
(2012)
Pour plus de détails, voir Fiche technique et Distribution.
Sione's Wedding est un film néo-zélandais réalisé par Chris Graham, sorti en 2006. Une suite, Sione's 2: Unfinished Business, a été réalisée en 2012.

## Synopsis
Albert, Sefa, Michael et Stanley sont quatre néo-zélandais d'origine samoane qui se voient interdits d'assister au mariage de Sione, le frère de Michael, en raison d'incidents fâcheux les ayant impliqués dans des mariages précédents. Les quatre amis négocient un arrangement avec le pasteur : s'ils trouvent une petite amie d'ici la date du mariage, dans un mois, et ont une relation sérieuse avec elle, ils pourront venir au mariage en leur compagnie.

## Fiche technique
- Titre international : Samoan Wedding
- Réalisation : Chris Graham
- Scénario : James Griffin et Oscar Kightley
- Photographie : Aaron Morton
- Montage : Paul Maxwell
- Société de production : South Pacific Pictures
- Pays d'origine :  Nouvelle-Zélande
- Langue originale : anglais
- Format : couleur - 2,35:1 - Dolby Digital
- Genre : Comédie
- Durée : 97 minutes
- Dates de sortie : 
  - Nouvelle-Zélande : 30 mars 2006

## Distribution
- Oscar Kightley : Albert
- Shimpal Lelisi : Sefa
- Robbie Magasiva : Michael
- Iaheto Ah Ih : Stanley
- David Fane : Paul
- Pua Magasiva : Sione
- Nathaniel Lees : le pasteur
- Teuila Blakely : Leilani
- Madeleine Sami : Tanya
- Maryjane McKibbin-Schwenke : Princess
- David Van Horn : Derek

## Accueil
Le film a rapporté un peu plus de 4 000 000 de dollars néo-zélandais au box-office néo-zélandais pour un budget d'environ la moitié.
Il recueille 83 % de critiques favorables, avec une note moyenne de 7,2/10 et sur la base de six critiques collectées, sur le site Rotten Tomatoes. Sur Metacritic, il obtient un score de 58/100 sur la base de 4 critiques collectées.